# Antonio Filippini
Antonio Filippini (Brescia, Italia, 3 de enero de 1973) es un exfutbolista y entrenador italiano, que jugaba como defensa.

## Trayectoria
Antonio Filippini comenzó jugando en el club de su ciudad natal, el Brescia. Fue cedido un tiempo al Ospitaletto, para luego volver y debutar con su hermano gemelo en la Serie A el 31 de agosto de 1997.

## Clubes

### Como jugador
| Club        | País   | Año       |
| ----------- | ------ | --------- |
| Ospitaletto | Italia | 1992-1995 |
| Brescia     | Italia | 1995-2004 |
| Palermo     | Italia | 2004      |
| Lazio       | Italia | 2004-2005 |
| Treviso     | Italia | 2005-2006 |
| Livorno     | Italia | 2006-2010 |
| Brescia     | Italia | 2010-2011 |

### Como entrenador
| Club      | País   | Año       |
| --------- | ------ | --------- |
| Lumezzane | Italia | 2016      |
| Trento    | Italia | 2017-2018 |
| Livorno   | Italia | 2020      |
| Pro Sesto | Italia | 2021      |